# انگلبرگ
انگلبرگ (به لاتین: Engelberg) یک بخش در کشور سوئیس است که در کانتون ابوالدن واقع شده‌است.